# 山崎猛 (政治家)
山崎 猛（やまざき たけし、1886年（明治19年）6月15日 - 1957年（昭和32年）12月27日）は、日本の政治家。
衆議院議長（第38代）、運輸大臣、衆議院議員などを務めた。

## 概要
茨城県水戸市出身。旧制第一高等学校を中退した後、代用教員から徳富蘇峰の招きで京城日報の記者に。さらに大連へ移って満洲日報社長を務める。
1920年の総選挙で立憲政友会公認で総選挙に出馬し初当選、以後衆院議員を10期務め廣田内閣では農林政務次官に就任。戦後の1946年には、旧憲法下では最後の衆議院議長を務めている。この間1923年から1年間水戸市長も兼任している。
戦後は日本自由党を経て1948年に民主自由党幹事長となるが、芦田内閣が昭和電工事件から総辞職するとGHQ民政局の打診を受けて山口喜久一郎・星島二郎など党反主流派から首相就任を求められる。しかし松野鶴平の意を受けた政友会時代からの同僚議員だった益谷秀次や林譲治から説得を受ける格好で自ら議員を辞職、首相就任を固辞する格好になった（山崎首班工作事件）。このため翌年の総選挙で国政復帰すると、選挙を受けて成立した第3次吉田内閣で運輸大臣に、1951年には第3次吉田第3次改造内閣で経済審議庁長官にそれぞれ起用されている。

## 人物
趣味は読書、美術。

## 家族・親族
山崎家
- 妻・光世（1895年 - ?、前田孝太郎の姪）[1]
- 娘、息子[1]